# Saint-Privat-du-Dragon
Saint-Privat-du-Dragon é uma comuna francesa na região administrativa de Auvérnia-Ródano-Alpes, no departamento de Alto Loire. Estende-se por uma área de 21,3 km². Em 2010 a comuna tinha 161 habitantes (densidade: 7,6 hab./km²).